# Europe (metropolitana di Parigi)
Europe è una stazione della linea 3 della metropolitana di Parigi.

## La stazione
Essa si affaccia sulla place de l'Europe, nel cuore del quartiere omonimo. Il nome del quartiere è dato dal fatto che in esso sono presenti numerose vie intitolate a città europee come Roma, Milano, Napoli, San Pietroburgo, Londra, etc.)

## Accessi
- La stazione dispone di un ingresso al 1, rue de Madrid

## Interconnessioni
- Bus RATP - 53, 66, 80, 95
- Noctilien - N02, N15, N16, N51, N52

## Galleria d'immagini

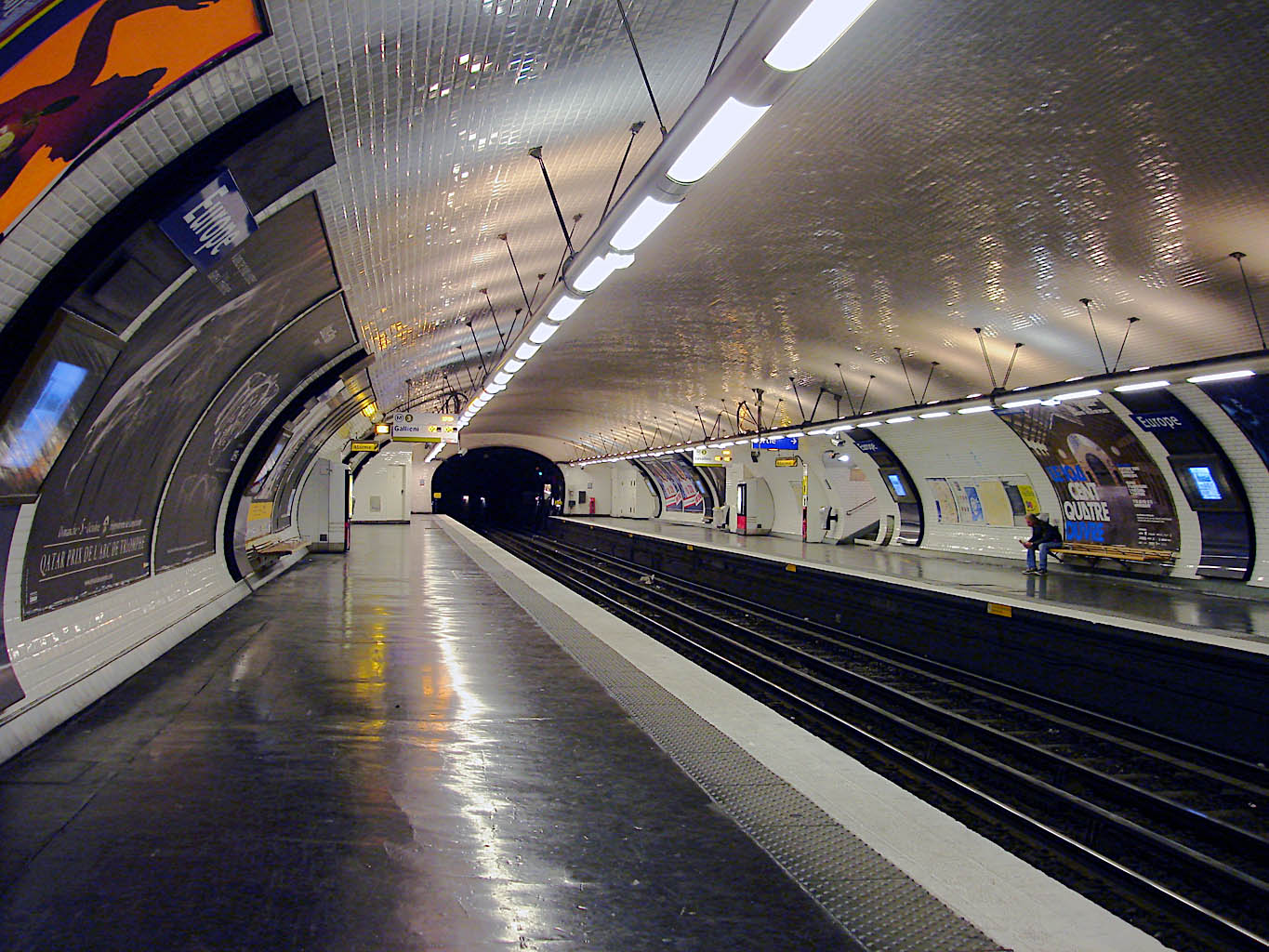
La banchina in direzione Gallieni
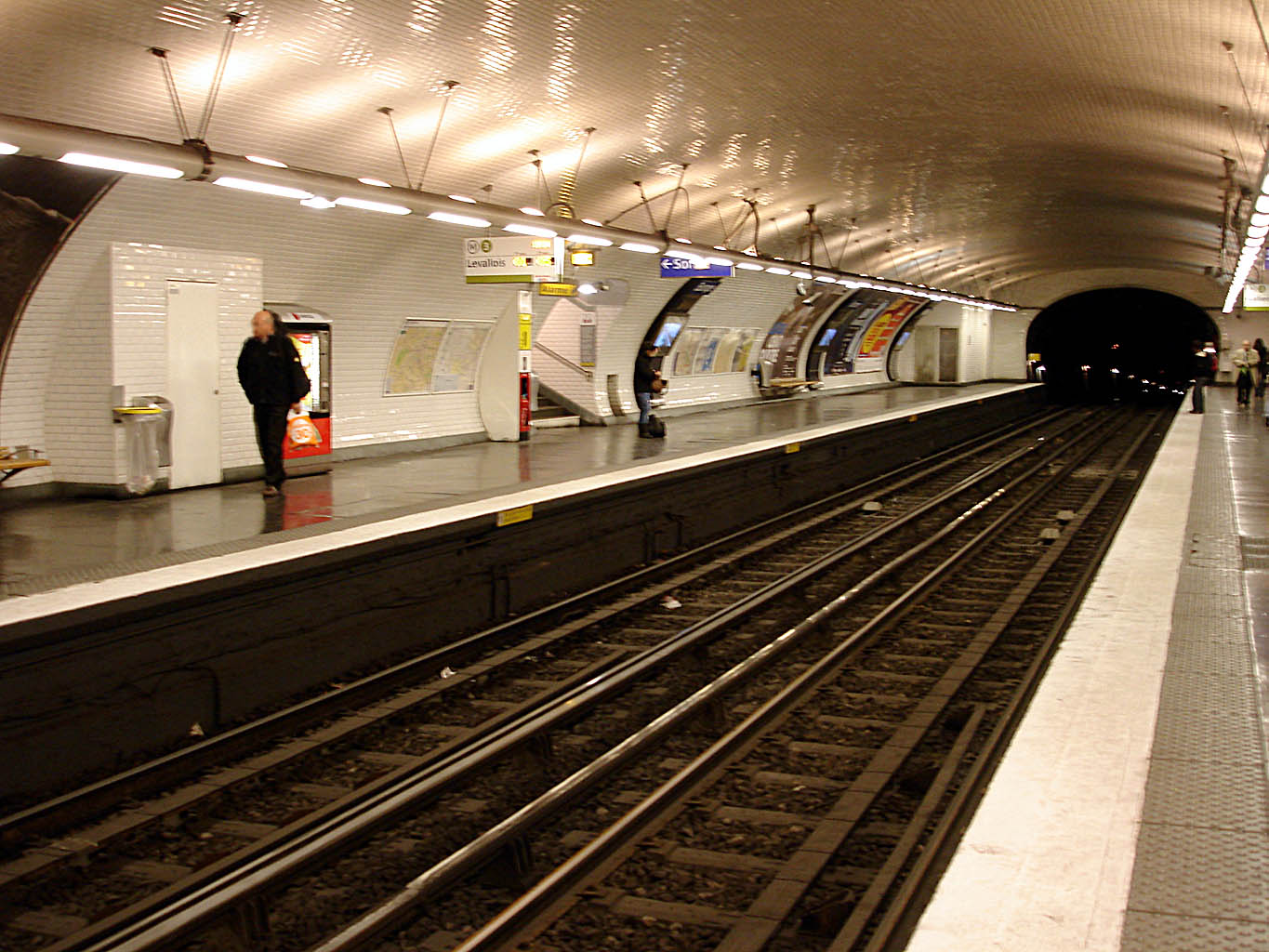
La banchina in direzione Levallois
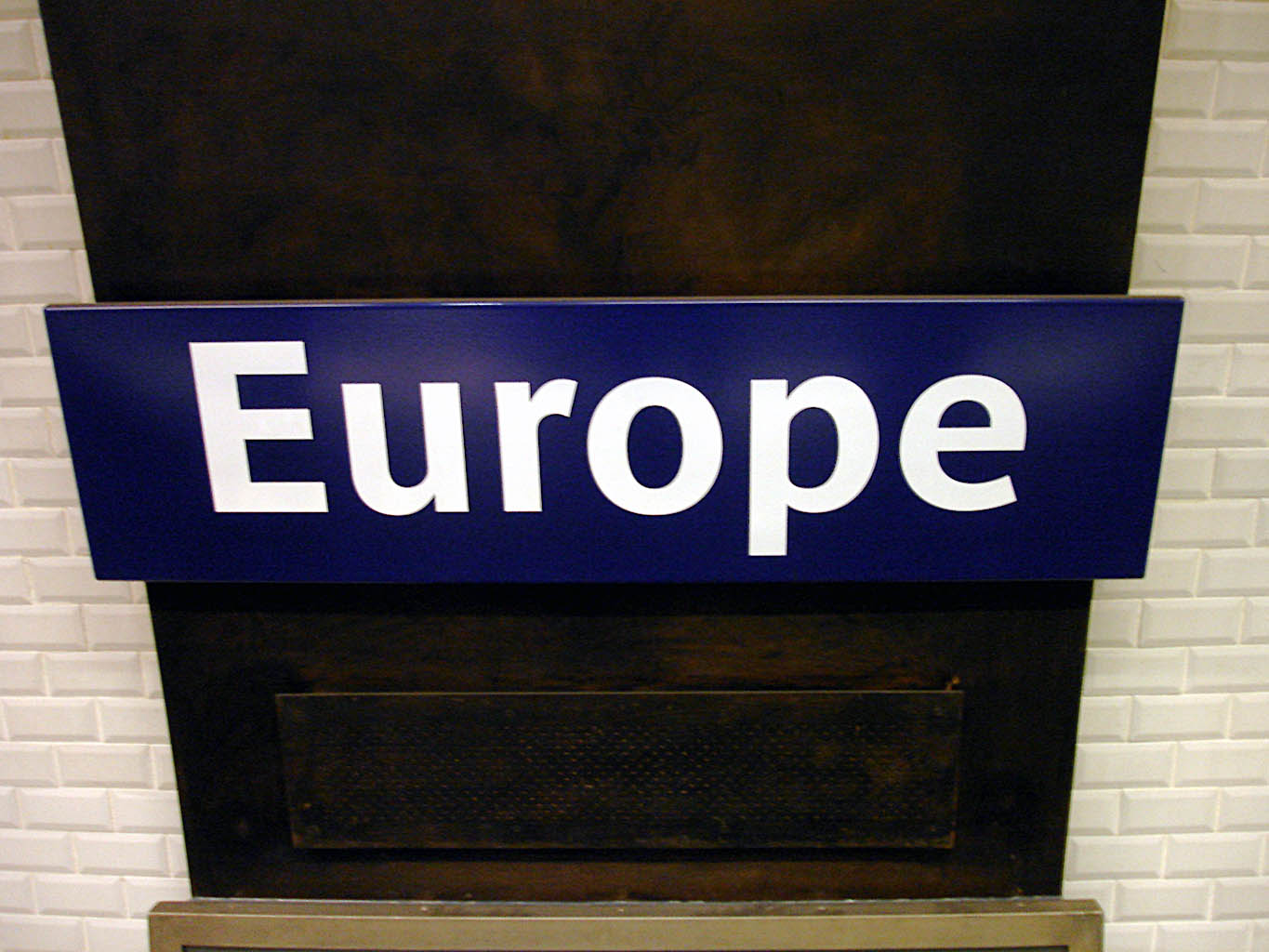
Cartello